# История на Исландия
Историята на Исландия започва с норвежците – първите народи, които заселват острова през 9 век. През 930 г. е създаден първият парламент (Алтинг), който е най-старият управляващ орган в света, съществуващ и до днес. През 14 век тези земи попадат под датска власт, от която се освобождават през 1918 г., но за парична единица все още се използва датската крона. Републиката е провъзгласена през 1944 г. По времето на Втората световна война държавата е окупирана от САЩ и Великобритания и воюва на страната на Съюзниците. Между 1972 и 1976 г. избухва „рибарска война“ между Исландия и Великобритания, причината за която е разширението на исландската акватория.

## Ранна история
В геологическо отношение Исландия е много млад остров. Той е започнал да се оформя преди около 20 милиона години чрез серия от вулканични изригвания по Средноатлантическия подводен хребет. Исландската вулканична дейност също спомага отчасти за създаването на острова.
Исландия за дълго време остава един от малкото по-големи острова, ненаселени от хора. Има теории, че земята, наречена Тул от гръцкия търговец Питей, е всъщност Исландия, макар че е малко възможно с оглед описанието на земята като земеделска страна с много мляко, мед и плодове. Точната дата, когато човешки крак стъпва за пръв път на остров Исландия, и до днес остава неясна. Древноримски монети, датиращи от 3 век, са открити в Исландия, но не се знае дали са донесени на острова по това време или са дошли с викингските заселници, след като монетите са парична единица векове наред.
Съществуват писмени доказателства, че ирландски монаси са се заселили в Исландия преди пристигането на норвежците. Но от страна на археологията няма никакви подкрепящи доказателства за тази теза. Ученият от XII в. Ари Торгилсон пише в своята Книга за исландците, че малки звънци, подобни на тези, използвани от ирландските монаси, са намерени от заселниците. Такива артефакти не са открити от археолозите. Някои исландци твърдят, че са наследници на ирландския крал Кървал мак Дунлънге (за тях Кярвал Ираконунг), когато се създава известната Книга за заселването на Исландия, описваща подробно заселването.

## Заселване (874 – 930)

### Откриване
Според Книга за заселването на Исландия страната е открита от Надод, един от първите заселници на Фарьорските острови, който плава от Норвегия до въпросните острови, но се загубва и достига до източните брегове на Исландия. Надод кръщава земята Snæland (Снежна земя). Шведският моряк Гардар Сваварсон също случайно достига до брега на Исландия. Той открива, че тя е остров и го кръщава Garðarshólmi (буквално островчето на Гардар), оставайки в местността, където сега се намира град Хусавик, за през зимата. Първият скандинавец, който умишлено плава до Garðarshólmi е Флоуки Вилгердарсон, познат още като Хафна-Флоуки (Флоуки Гарвана). Флоуки прекарва зимата в областта Бардастрьонд. Времето е сурово и студено, така че когато Флоуки забелязва парчета откъснати ледове да плават измежду фиордите, той дава сегашното име на острова, а именно Ísland (Исландия – Ледена земя).

### Първият заселник
Традиционно се смята, че първият заселник на остров Исландия е скандинавският вожд Ингоулвур Артнаршон. Според историята той хвърлил два резбовани дървени дънера през борда и се заклел да се засели там, където дънерите спрат. Корабът му пътувал по бреговете, докато двете резбовани дървета не били открити на югозападния полуостров, днес познат като Рейянескаги. Там се заселва със семейството си ок. 874 г. на място, наречено Рейкявик (Залив на пушека) заради геотермичните пари, издигащи се от земята. Това място впоследствие става столица и най-голям град на днешна Исландия. Ала има теории, че Ингоулвур Артнаршон може да не е първият човек, заселил се за постоянно на острова. Възможно е един роб на Гардар Сваварсон на име Натфари да е останал в Исландия, след като господарят му отплавал обратно към Скандинавия.
По-голямата част от информацията за този период на заселване идва от Книга за заселването на Исландия, писана приблизително три века след времето на първия заселник. Археологическите открития в Рейкявик потвърждават датата, дадена в книгата – ок. 870 г. на остров Исландия вече има заселници.

### Последвалото заселване
Ингоулвур е последван от много други скандинавски вождове, техните семейства и роби, които се заселват трайно по всички територии на острова през следващите десетилетия. Тези хора са основно от норвежки, ирландски и шотландски произход като повечето от тях са роби на скандинавските вождове според исландските саги, „Книга за заселването на Исландия“ и други документи. Едно обяснение за това преселване е бягството от суровото управление на Харал Прекраснокосия, който по това време обединява някои части от днешна Норвегия. Според друго обяснение западните фиорди на Норвегия са били просто пренаселени по това време. Според Книга за исландците на Ари Торгилсон, която е написана по-късно и е по-непълна от Книга за заселването на Исландия, целият остров е населен за около 60 години, което вероятно означава, че всяка територия е под властта на някоя група от заселници.

## Създаване на държава (930 – 1262)
През 930 г. управляващите вождове създават събрание, наречено Алтинг (Alþingi). Тази ранна форма на парламент се свиква всяко лято в Тингветлир, където представителните вождове (Goðorðsmenn или Goðar) променят и поправят закони, решават спорове и назначават съдии. Законите не се записват, а вместо това са запаметявани от избран говорител (lögsögumaður – льогсьогумадюр). Алтингът се смята за най-стария парламент в света. Важно е да се спомене, че няма централизирана изпълнителна власт, тоест законите са прилагани само от самите хора. Това води до кървави отмъщения, които дават предостатъчно материал за създателите на исландските саги.
По време на тези мирни години Исландия се радва на непрекъснат растеж и укрепване. Колонии от този период са открити по югоизточните брегове на Гренландия и Източна Канада, а сагите като Айрикс и Гренлендинга говорят за приключенските изследователски пътешествия на заселниците.

### Покръстване
Заселниците на Исландия в по-голямата си част са езичници, които се кланят на нордическите богове от скандинавската митология като например Один, Тор, Балдур, Фриг, Фрейя и др. Ала през X век започва политическо напрежение от страна на континенталната част на Европа, която изисква Исландия да бъде покръстена. В края на хилядолетието много знатни исландци преминават към новата вяра. През 1000 г., когато гражданска война между религиозните групи изглежда неминуема, Алтингът избира един от вождовете – Торкейр Льоусветнинкакоди, да разреши религиозния проблем чрез арбитраж. Той решава, че е правилно цялата страна да бъде покръстена, но на езичниците да се разреши да изповядват своята вяра тайно.
Първият исландски епископ е Ислейвур, който е ръкоположен от епископ Адалберт от Бремен през 1056 г.

### Гражданска война и край на държавата
През XI и XII век централизирането на властта успява да се пребори с институциите на държавата, като предишните сравнително независими местни фермери и вождове предават управлението в ръцете на няколко аристократични семейства и техните водачи. Периодът от около 1200 до 1262 е познат като Sturlungaöld – Епохата на Стурлунките. Името идва от Стурла Тордарсон и неговите синове Тордюр, Сигхватюр и Снуре Стурлусон, които са от един от двата клана, борещи се за власт над Исландия. Техните междуособици създават опустошения в страната, съставена почти изцяло от фермери, които не могат да си позволят да пътуват далече от своите земи, за да се бият на страната на водачите си. През 1220 Снуре Стурлусон става васал на Хокон IV; племенникът му Стурла Тордарсон също става васал през 1235 г. Стурла използва силата и влиянието на семейство Стурлункар, за да започне война срещу другите кланове в Исландия. След десетилетия на конфликти исландските вождове се съгласяват да признаят върховната власт на Норвегия и подписват Старата Спогодба (Gamli sáttmáli), създавайки съюз с норвежката монархия.

## Малък ледников период
Приблизително когато Исландия става васална държава на Норвегия, се случва промяна в климата – феномен, днес наречен Малък Ледников период. Зимите в области около Северния полярен кръг като Гренландия и Исландия стават по-дълги и по-студени за сметка на другите сезони. И понеже Исландия е най-вече страна на фермери в добри времена, промените в климата водят до трудности и изнемогване на населението. Отглеждането на ечемик – основната житна култура, става все по-трудно, а добитъкът изисква допълнителни фуражни храни, за да издържи по-дългите зими. Исландците започват да търгуват за жито с континентална Европа, което се оказва доста скъпо. За щастие църковните пости увеличават търсенето на чироз (най-вече от треска), който лесно се улавя и приготвя в Исландия. По този начин чирозът става неделима част от икономиката на държавата.

## Под властта на норвежки и датски крале (1262 – 1944)
Малко промени настъпват през десетилетията, последвали спогодбата. Затвърждаването на властта на Норвегия в Исландия е бавно, а Алтингът смята да задържи своята съдебна и законодателна власт. Въпреки това християнските духовници получават уникална възможност да добият големи богатства благодарение на данък десятък, а властта постепенно преминава в църковните власти, след като двамата исландски епископи в Скаулхолт и Хоулар получават земя за сметка на старите племенни вождове.

### Датско владичество
Исландия остава под норвежка власт до 1380 г., когато смъртта на Олаф IV поставя завършек на неговата династия. Норвегия (и следователно Исландия) стават част от Калмарската уния заедно с Швеция и Дания, но Дания е водещата сила. За разлика от Норвегия, Дания не се нуждае от исландския риболов и вълна. Това е причината за драматичен дефицит в исландската търговия, а резултатът е, че не се строят нови кораби за континентална търговия. Малката гренландска колония, създадена в края на 10 век, изчезва напълно преди 1500 г.
Заедно с приемането на абсолютната монархия в Дания-Норвегия през 1660 от Фредерик III, исландците губят своята автономност към короната, включително и правото си да гласуват и избират закони. Дания обаче не подпомага Исландия и не им осигурява защита, което се доказва през 1627 г., когато османски пирати върлуват над исландските брегове, вземат в плен и продават в робство почти 300 исландци.

### Реформация
Към средата на 16 век крал Кристиан III започва да налага лутеранството на своите поданици. Йоун Арасон и Йогмюндюр Паулсон, католическите епископи на Скаулхолт и Хоулар, се противопоставят на усилията на краля да развие реформаторски настроения в Исландия. Йогмюндюр е депортиран от датските власти през 1541 г., но Йоун Арасон оказва съпротива. Борбата срещу реформацията завършва през 1550 г., когато Арасон е заловен подир загубата в битката при Саудафетл, където противниковите сили са водени от Дади Гюдмюнтсон. Йоун Арасон и двамата му синове са обезглавени в Скаулхолт. Впоследствие исландците преминават към лутеранството и остават основно протестанти.
През 1602 г. на Исландия е забранено да търгува с други държави освен Дания по заповед на датското правителство. Датският монопол и власт остават до края на 1854 г.

### Движение за независимост
През 18 век климатичните условия се влошават и в Исландия се регистрират най-ниските температури от установяването на колониите. Отгоре на всичко вулканът Лаки избухва през 1783 г., изхвърляйки 12,5 km³ лава. Наводнения, пепел и изпарения убиват над 9 хил. души и 89% от добитъка. Последвалият глад е причината за измирането на четвърт от населението на Исландия. Този период е познат като Мъглива беда (исландски: Móðuharðindin).
Когато двете кралства на Дания и Норвегия се разделят вследствие на Килския договор от 1814 г., пряк резултат от Наполеоновите войни, Дания запазва властта над Исландия, която остава зависима държава.
През XIX век климатът на Исландия продължава да се влошава. Поради тази причина голям брой преселници отпътуват за Новия свят или по-точно – Манитоба в Канада. Въпреки всичко ново национално съзнание се заражда в зависимата държава, вдъхновено от романтичните идеали на континентална Европа. Движението за независимост се развива благодарение на Йоун Сиюрдсон. През 1843 е сформиран нов Алтинг с ролята на съветническо събрание.

### Собствено правителство и суверенитет
През 1874 г. – хиляда години след първия признат заселник, Дания дава право на собствено управление на Исландия, което право бива отново отменено през 1904 г. Конституцията от 1874 г. е преразгледана и редактирана през 1903 г. и министър по исландските въпроси, чиято резиденция е в Рейкявик, става отговорен за Алтинга. Първият такъв министър е Ханес Хафстейн. На 1 декември 1918 г. е сключен договор с Дания, който признава Исландия за напълно суверенна държава – Кралство Исландия, което обаче се обединява с Дания в лична уния, над която властва датският крал. Исландия избира свой собствен флаг и пожелава Дания да я представя по външни въпроси и защита. Решено е договорът да бъде преразгледан през 1940 г. и да бъде анулиран в случай, че три години след това не се достигне до съгласие.

### ВСВ и създаването на република
Окупацията на Дания от Нацистка Германия започва на 9 април 1940 г., при което връзката между Исландия и Дания е значително ограничена. Като резултат на 10 април Парламентът на Исландия (Алтингът) решава да поеме контрол над външните работи, избирайки временен губернатор – Свейтн Бьосон, който впоследствие става и първият президент на републиката. По време на първите години от Втората световна война Исландия запазва позиция на неутралност, действайки едновременно срещу британските и германските сили, нарушаващи правилата на неутралитет. На 10 май 1940 г. британски военни сили започват инвазия на Исландия, като отплават за Рейкявик, поставяйки начало на Операция Форк.
Правителството на Исландия надига глас на протест срещу това, което те наричат „очевидно потъпкване“ на исландската неутралност. В деня на инвазията министър-председателят Херман Йоунасон прочита изявление по радиото, казвайки на исландците да се държат учтиво с британските войници сякаш са гости. Окупацията на Исландия от Съюзниците продължава през цялата война.
В апогея на своята окупация в Исландия британците имат около 25 хил. войници, намиращи се на исландска територия. Всичко, което вършат, е да елиминират нуждата от работна ръка в околността на Рейкявик и стратегически важните места. През юли 1941 отговорността за защитата на Исландия пада върху плещите на Съединените щати според Американско-Исландското съглашение за защита. Британците се нуждаят от всички свои сили у дома и поради това принуждават Алтинга да се съгласи американски сили да окупират острова. Над 40 хил. войници са разположени в Исландия, което надвишава броя на всички пълнолетни мъже на острова. По това време Исландия има население от около 120 хил. души.
След референдум Исландия става независима република на 17 юни 1944 г., докато Дания все още е окупирана от Германия. Въпреки това датският крал Кристиан X изпраща поздравително съобщение на исландския народ.

## Република Исландия
Исландия просперира по време на войната, натрупвайки значителни валутни резерви в чуждестранни банки. Правителството, съставено от три партии: консервативната (Sjálfstæðisflokkurinn), социалдемократите (Alþýðuflokkurinn) и социалистите (Sósíalistaflokkurinn), решава да изразходва валутните фондове за цялостен ремонт на рибарските съдове, построяване на предприятия за обработка на рибата и фундаментално подобряване на земеделието. Тези действия целят да запазят стандарта на живот в Исландия все така висок, какъвто е бил през годините на войната.
Данъчната политика на правителството е стриктна, а целта им е да създадат нужната индустриална инфраструктура за развита, богата страна. Счита се за основно запазването на процента на безработните до абсолютен минимум и защитата на рибарската индустрия чрез валутни манипулации и други средства. Поради зависимостта на страната от непостоянния риболовен улов и на търсенето на рибни продукти от други страни, икономиката на Исландия остава доста нестабилна до 90-те години на XX век, когато бива разнообразена и капитали са вложени в най-различни предприятия.

### Членство в НАТО
През октомври 1946 г. правителствата на Исландия и САЩ се договарят за преустановяването на американската отговорност за защитата на острова, но САЩ запазва определени права в Кеплавик, като например правото на военно присъствие там в случай на военно положение.
Исландия става член на НАТО на 30 март 1949 г. с уговорката, че ще вземе участие в офанзивни действия срещу други нации. Членството се случва посред анти-НАТО бунт в Исландия. След началото на Корейската война през 1950 г. и съгласно с желанието на военните власти на НАТО Съединените щати и Алтингът оново се договарят САЩ да поеме отговорността за защитата на Исландия. Този договор за защита, подписан на 5 май 1951 г., е основата на полемичното военно присъствие на американски сили на острова до 2006 г. Макар военните сили на САЩ вече да не присъстват в Исландия, Съединените щати все още носят отговорност за защитата на острова чрез НАТО.
Исландия запазва силни връзки с останалите северни държави на Стария континент. Като следствие от това Норвегия, Дания, Германия и други европейски страни увеличават своето сътрудничество с Исландия след оттеглянето на американските сили.

### Рибарска война
Рибарската война е серия от конфликти между Исландия и Обединеното кралство от края на 50-те до средата на 70-те години на XX век. Тя се разделя основно на три фази (етапи). Първата фаза започва през 1958 г., когато Великобритания не успява да попречи на Исландия да разшири водите, в които исландци ловят риба, от 7 на 22 km (4 до 12 мили) от брега на Исландия. Втората фаза трае от 1972 до 1973 г., когато Исландия увеличава водните граници до 93 km (50 мили). Третата фаза на рибарската война започва през ноември 1975 г., когато Исландия отново разширява риболовната си акватория от 93 на 370 km (от 50 на 200 мили). Великобритания не признава правото на Исландия да прави подобни разширения и продължава риболова в неуредените акватории, което представлява и третия път, когато двете държави са в лоши отношения заради права върху риболова. Исландия използва общо осем кораба: шест кораба брегова охрана и два построени в Полша траулера, за да подсили контрола над разширените си граници за риболов. Обединеното кралство отговаря с 22 фрегати, 7 провизионни кораба, 9 влекача и три помощни кораба за защита на 40-те траулера. Макар и от двете страни да се предприемат съвсем малко военни действия по време на 7-месечния конфликт, няколко кораба се сблъскват, причинявайки щети на плавателните съдове. Има ранени и загинали от екипажите.
Ситуацията става сериозна, когато Исландия заплашва да затвори авиобаза на НАТО в Кеплавик, което, както се смята по тогавашните военни разбирания по време на Студената война, би затруднило способността на НАТО да защитава Атлантическия океан от СССР. Като резултат британското правителство се съгласява рибарските кораби на Обединеното кралство да стоят извън границите за риболов на Исландия (370 km).

### Икономическа реформа и членство в ЕИЗ
През 1991 г. Независимата партия, водена от Тавид Отсон, съставя коалиционно правителство със социалдемократите. Политиката на това правителство задвижва процесите по образуването на свободен пазар, приватизирайки значителен брой малки и големи компании. Сетне Исландия става членка на Европейската икономическа зона през 1994 г. Икономическата стабилност се засилва и предишната хронична инфлация е намалена драстично.
През 1995 г. Независимата партия формира коалиционно правителство с Прогресивната партия. Заедно те продължават политиката на свободния пазар, приватизирайки две големи банки и националната телекомуникационна компания Симитн. Данък доход за корпоративните предприятия е намален на 18% (от около 50% в началото на десетилетието), данък наследство е значително намален, а данък богатство е напълно премахнат. Система от индивидуални квоти, за които е възможно прехвърляне, представена за пръв път през 70-те, бива доразвита. Коалиционното правителство остава на власт след относително успешни избори през 1999 и 2003 г. През 2004 г. Тавид Отсон се отказва от поста си като министър-председател след 13 години служба. Хатлтоур Аускримсон, водач на Прогресивната партия, става министър-председател от 2004 до 2006 г., последван от Кейр Хорде – наследникът на Отсон като водач на Независимата партия.
След временната рецесия в началото на 1990-те икономическият растеж е значителен – около 4% годишно (средно от 1994 г.). Правителствата в периода 1990 – 2010 сляпо се придържат към устойчива външна политика, насочена към стабилна връзка със САЩ. Тази политика обаче е силно полемична вътре в Исландия. Това естествено води до задължителна подкрепа на действията на НАТО в Косовската война и участието по време на инвазията на Ирак през 2003 г.
През март 2006 г. Съединените щати обявяват, че имат намерение да изтеглят по-голямата част от исландските защитни сили. На 12 август 2006 г. последните четири изтребителя F-15 напускат исландското въздушно пространство. САЩ затваря авиобазата в Кеплавик през септември същата година.
След изборите през май 2007 г. Независимата партия, водена от Кейр Хорде, остава на власт, включена в нова коалиция със Социалдемократичния съюз.

### Финансова криза
През октомври 2008 г. Исландската банкова система се срива, което кара държавата да търси големи заеми от МВФ и други държави. Всеобщи протести в края на 2008 г. и началото на 2009 г. водят до оставка на правителството на Кейр Хорде, което е заместено на 1 февруари 2009 г. от коалиционно правителство, водено от Социалдемократичния съюз и движението на зелените. Министър Йоухана Сиюрдардоухтир е назначена за министър-председател. Провеждат се избори през април същата година, след които коалиционното правителство продължава да управлява.